# Долбнёвка
Долбнёвка — нежилой хутор в Калачеевском районе Воронежской области.
Входит в состав Подгорненского сельского поселения.

## География

### Улицы
- ул. Долбневка,
- ул. Октябрьская.

## Население
| 2010 |
| ---- |
| 0    |